# Ladja, Medvode
Ladja este o localitate din comuna Medvode, Slovenia, cu o populație de 144 de locuitori.